# Ève (film, 1950)
Pour les articles homonymes, voir Ève (homonymie) et All About Eve.
Pour plus de détails, voir Fiche technique et Distribution.

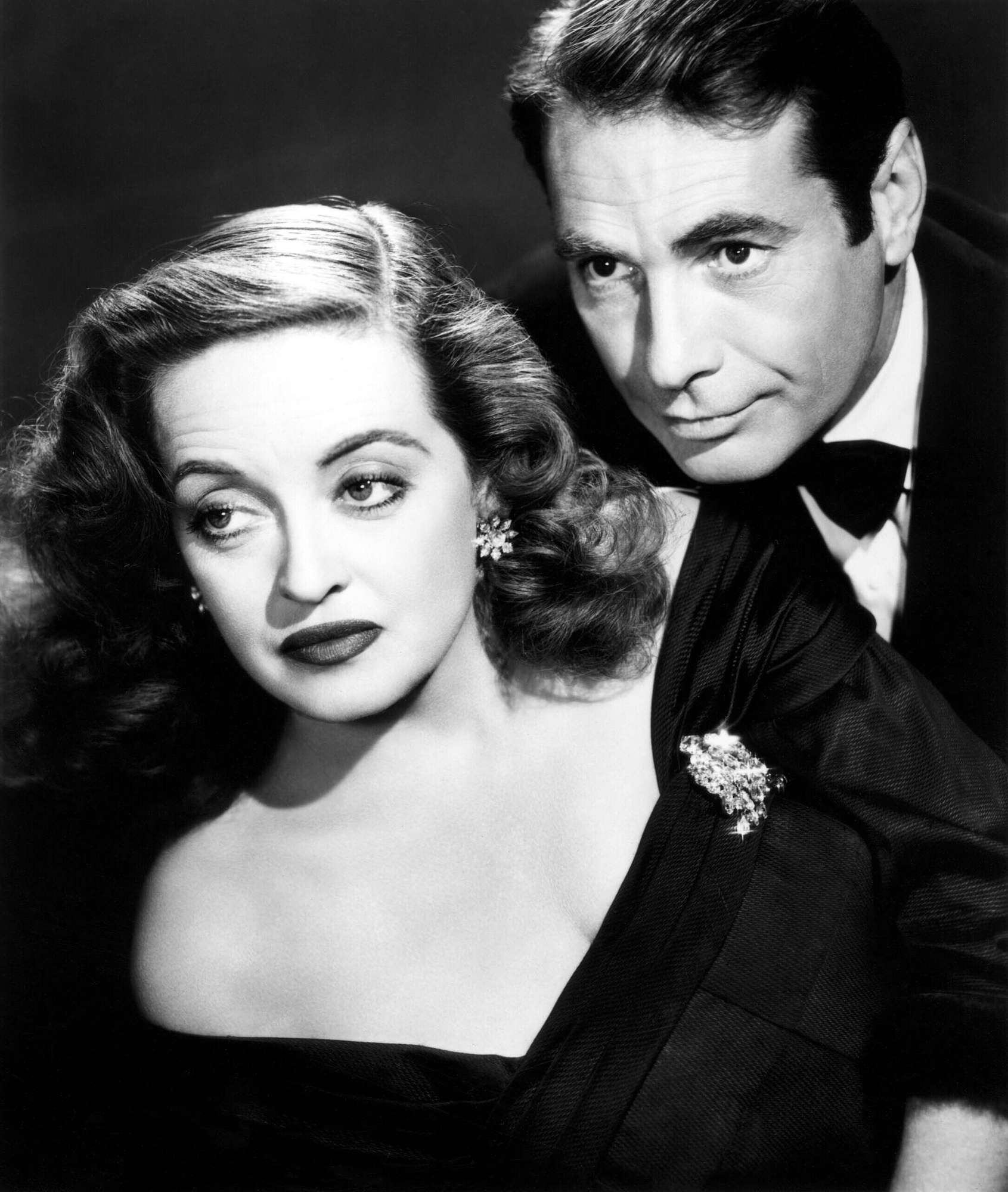
Bette Davis et Gary Merrill

Ève (All About Eve) est un film américain réalisé par Joseph L. Mankiewicz et produit par la Twentieth Century Fox, sorti en 1950, et lauréat de six oscars.
Le film débute alors que le prix Sarah-Siddons, attribué à la meilleure actrice de théâtre de l'année, est décerné à Ève Harrington que toute l'assemblée applaudit, sauf deux femmes et leurs maris. Celles-ci, par l'entremise d'un long flashback, nous apprennent « tout sur Ève ».

## Synopsis
La « légende » de la scène théâtrale new-yorkaise, Margo Channing, reçoit dans sa loge une admiratrice, Ève, qui est venue à chaque représentation de la pièce en cours. Le compagnon de Margo, Bill Sampson, metteur en scène de la pièce, de huit ans plus jeune qu'elle, part le soir même travailler à Hollywood pour plusieurs semaines. Apitoyée par le destin tragique d'Ève, Margo la prend sous son aile comme secrétaire particulière. De fil en aiguille, Ève prend de plus en plus d'importance en devenant à la fois la sœur, la mère, l'amie, l'avocate et la gardienne de Margo. Au retour de Bill, éclate la première scène de jalousie de Margo car celui-là l'a négligée et s'est d'abord occupé d'Ève.
Une prochaine pièce est en préparation et Margo est évidemment pressentie pour le rôle principal bien qu'il s'agisse d'une femme d'une vingtaine d'années alors que Margo entame la quarantaine. Ève, envieuse d'un succès semblable à celui de son idole Margo, réussit à remplacer la doublure de cette dernière. Elle arrive à ses fins en allant donner la réplique à une jeune actrice lors d'une audition : on ne remarque qu'elle. Elle place ses pions, patiemment.
Comme Margo devient de plus en plus insupportable en raison de sa jalousie, sa meilleure amie Karen Richards, femme de Lloyd, auteur des pièces de théâtre interprétées par Margo, décide de lui jouer un tour. Au retour d'un week-end, Margo rate son train – pas par accident – et ne peut jouer au théâtre. Ève la remplace au pied levé. La presse est présente ce soir-là et, le lendemain dans les journaux, fait presque un triomphe à Ève. En particulier le redouté critique Addison DeWitt, qui publie une interview d'Ève critiquant les actrices plus âgées qui continuent à vouloir se cantonner dans des rôles de jeunes premières.
Des liens se tissent entre Ève et DeWitt pendant que d'autres se désagrègent, entre Margo et Ève. Margo et Bill, que l'épreuve rapproche, annoncent qu'ils vont se marier. Une sorte de chantage sur Karen Richards permet à Ève d'obtenir le rôle principal dans la nouvelle pièce de Lloyd. Ève fait ensuite tomber celui-ci dans ses filets et informe même DeWitt qu'ils vont se marier. DeWitt, fasciné par Ève et soucieux de conserver l'influence qu'il exerce sur sa carrière, la fait renoncer à ses projets. En effet, quelques heures avant la grande première, il lui fait comprendre qu'elle lui « appartient », elle et sa carrière, qui ne font plus qu'une, car il a découvert des informations sur son passé et fait un chantage à son tour.
Ève gagne le prix Sarah-Siddons. Ce même soir, elle découvre chez elle une jeune actrice et admiratrice ; celle-ci commence à s'occuper des affaires d'Ève…

## Fiche technique
Sauf indication contraire, les informations mentionnées dans cette section peuvent être confirmées par les bases de données cinématographiques  présentes dans la section « Liens externes ».
- Titre original : All About Eve (littéralement « tout sur Ève »)
- Titre français : Ève
- Réalisation : Joseph L. Mankiewicz
- Scénario : Joseph L. Mankiewicz (d'après une histoire de Mary Orr, The Wisdom of Eve, parue dans le magazine Cosmopolitan de mai 1946, non mentionné au générique)
- Musique : Alfred Newman
- Photographie : Milton R. Krasner
- Montage : Barbara McLean
- Décors : Thomas Little et Walter M. Scott
- Costumes : Charles Le Maire et Edith Head (pour Bette Davis)
- Son : W.D. Flick, Roger Heman
- Production : Darryl F. Zanuck
- Société de production : 20th Century Fox
- Budget : 1,4 million de dollars
- Pays de production :  États-Unis
- Tournage : du 10 avril au 7 juin 1950
- Format : noir et blanc — son mono (Western Electric Recording)
- Box-office :  États-Unis : 2,9 millions de dollars
- Durée : 138 minutes
- Dates de sortie : 
  - États-Unis : 13 octobre 1950 (New York)
  - France : 27 avril 1951

## Distribution
Sauf indication contraire, les informations mentionnées dans cette section peuvent être confirmées par les bases de données cinématographiques  présentes dans la section « Liens externes ».
- Bette Davis (VF : Marie Francey) : Margo Channing
- Anne Baxter (VF : Françoise Gaudray) : Eve Harrington
- George Sanders (VF : Jean-François Laley) : Addison DeWitt
- Celeste Holm (VF : Jacqueline Porel) : Karen Richards
- Gary Merrill (VF : Jean Martinelli) : Bill Sampson
- Hugh Marlowe (VF : Roger Tréville) : Lloyd Richards
- Gregory Ratoff : Max Fabian
- Barbara Bates : Phoebe
- Marilyn Monroe : Miss Casswell
- Thelma Ritter : Birdie Coonan
- Walter Hampden :  le vieil acteur
- Craig Hill : le dramaturge

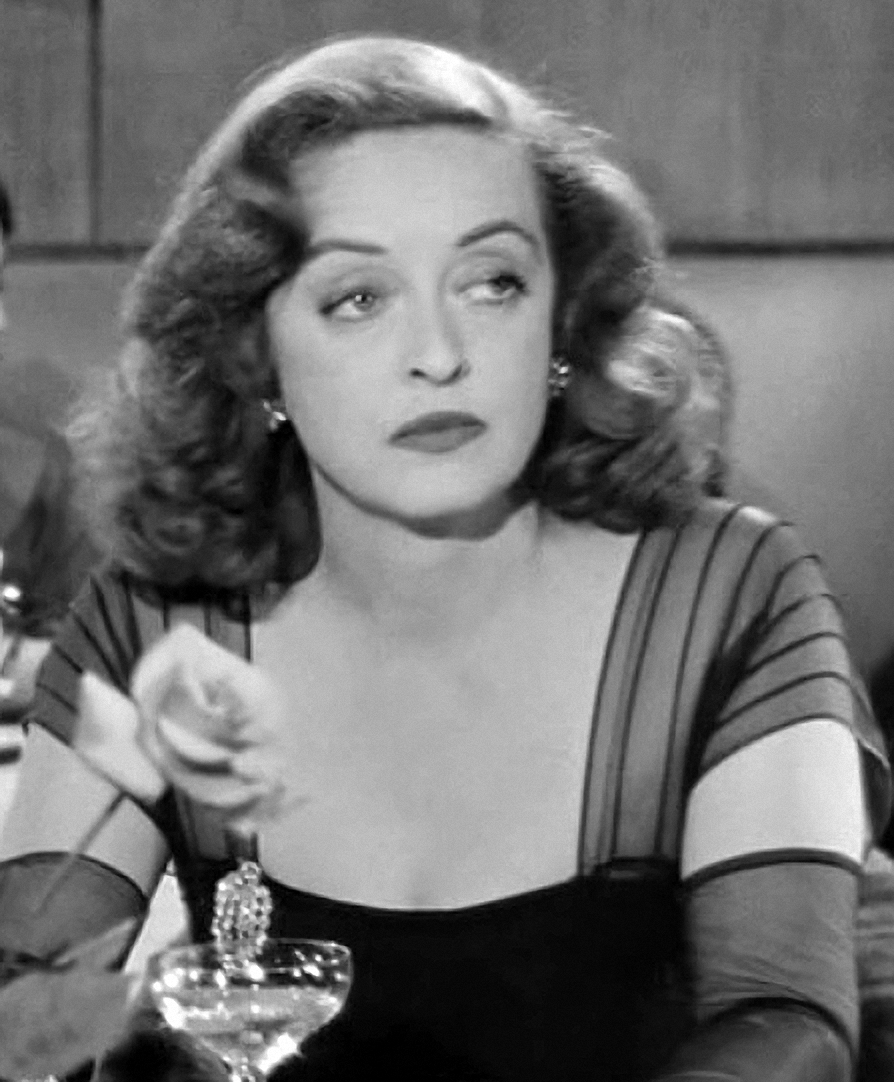
Bette Davis
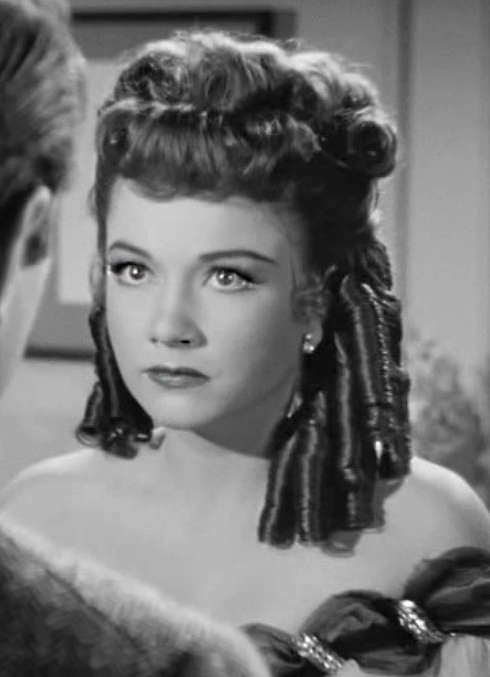
Anne Baxter
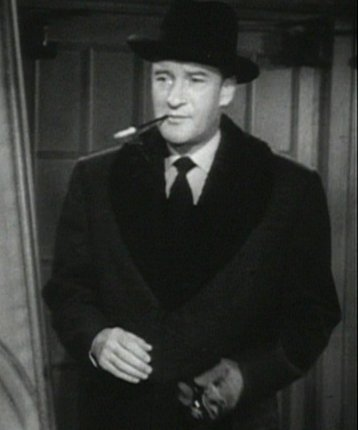
George Sanders
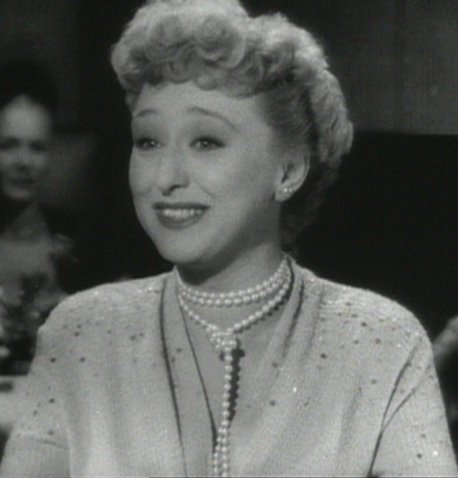
Celeste Holm
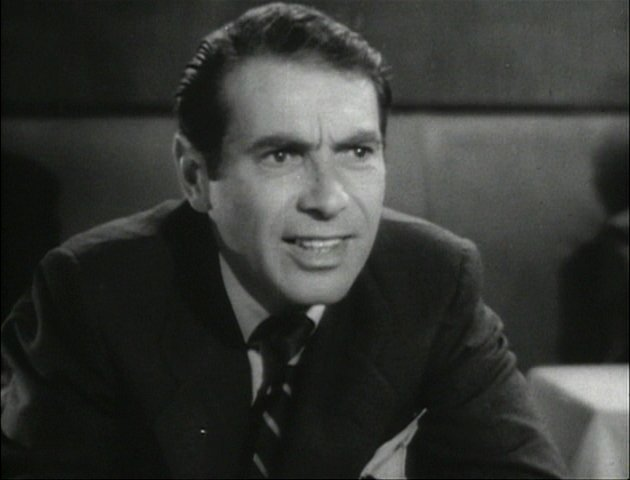
Gary Merrill
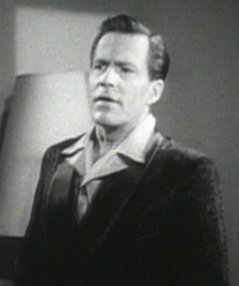
Hugh Marlowe

## Autour du film
- Le Prix Sarah-Siddons a été inventé pour les besoins du film mais des fous de théâtre de Chicago ont créé un prix du même nom en 1952 pour célébrer des acteurs venus sur les planches de cette ville. Sarah Siddons a bel et bien existé : il s'agit d'une comédienne britannique née en 1755, considérée comme la plus grande tragédienne du XVIIIe siècle. Celeste Holm a gagné le prix 1967-1968. Bette Davis, bien que n'étant jamais montée sur les planches à Chicago, l'a reçu en 1973 de manière honorifique.
- Bette Davis déclare à propos d’Ève : « Dès le premier tour de manivelle aucun film ne me donna autant de satisfaction… Ce fut un grand film, dirigé par un grand metteur en scène, avec une distribution idéale… Après la projection, je pus dire à Joe (Joseph Mankiewicz), qu’il m’avait ressuscitée. »
- Bette Davis et Gary Merrill sont tombés amoureux l'un de l'autre pendant le tournage et se sont mariés en juillet 1950. Ils sont restés mariés pendant 10 ans.
- Le message explicite du film est que pour réussir dans le milieu du spectacle au début des années 1950, il ne faut pas hésiter à mentir, être hypocrite, manipuler autrui, exercer des chantages, ainsi qu'avoir des relations sexuelles avec les critiques de théâtre et de cinéma, les producteurs ou les réalisateurs. Le film véhicule ainsi un message sur les pratiques très occultes mais réelles du milieu du spectacle.
- Sont nommées dans le film les vraies personnalités de l'industrie du cinéma suivantes (chronologiquement) : Darryl F. Zanuck (producteur de Ève), Constantin Stanislavski (auteur de La Méthode), Tyrone Power, Gregory Peck, Cecil B. DeMille, Clark Gable (il y a dans l'histoire un jeu de mots avec un manteau de zibeline, sable en anglais ; en français, on a utilisé Errol Flynn), Barbara Stanwyck, Susan Hayward. Le dramaturge Arthur Miller (futur mari de Marilyn Monroe) est également mentionné.
- Claudette Colbert aurait dû interpréter Margo Channing mais, en raison d'un mal de dos, elle fut remplacée par Bette Davis.
- Contrairement à leurs personnages, Bette Davis et Anne Baxter s'entendirent très bien et devinrent même amies. C'est en revanche avec Celeste Holm que Davis, réputée pour s'entendre difficilement avec ses partenaires féminines, était en conflit permanent durant le tournage.
- Dans son livre, L'inconcevable Jean Cocteau, Éditions du Rocher, 1993, page 140  (ISBN 978-2-268-01425-8), l'acteur français Jean Marais raconte que le film de Joseph Mankiewicz ressemblait étrangement aux Monstres sacrés, que Jean Cocteau avait écrit en 1939 et fait jouer au théâtre en 1940.

## Distinctions

### Oscars
Le film a reçu 14 nominations aux Oscars 1950 (attribués en 1951), record qui n'a été ensuite égalé que par Titanic (1997) et La La Land (2016) ; il en a gagné 6 :
- Meilleurs costumes, films noir & blanc : Edith Head, Charles Le Maire
- Meilleur son : Thomas T. Moulton
- Meilleur acteur dans un second rôle : George Sanders
- Meilleur scénario : Joseph L. Mankiewicz
- Meilleur réalisateur : Joseph L. Mankiewicz
- Meilleur film : Darryl F. Zanuck

Autres nominations :
- Meilleure actrice : Anne Baxter et Bette Davis
- Meilleur actrice dans un second rôle : Celeste Holm et Thelma Ritter
- Meilleurs décors (films noir et blanc) : Lyle R. Wheeler, George W. Davis, Thomas Little et Walter M. Scott
- Meilleure photographie (films noir et blanc) : Milton Krasner
- Meilleur montage : Barbara McLean
- Meilleure musique pour une comédie ou un drame : Alfred Newman

### Autres récompenses
- Directors Guild of America Awrads (1951 : meilleur réalisateur pour Joseph L. Mankiewicz.
- New York Film Critics Circle Awards 1950 : : meilleure actrice pour Bette Davis ; meilleur réalisateur pour Joseph L. Mankiewicz ; meilleur film
- BAFTA 1951 : meilleur film
- Festival de Cannes 1951 : meilleure actrice pour Bette Davis ; prix spécial du jury pour Joseph L. Mankiewicz[1]
- Golden Globes 1951 :  meilleur scénario pour Joseph L. Mankiewicz
- Writers Guild of America Awards 1951 : meilleure comédie américaine pour Joseph L. Mankiewicz
- Bodil 1952 : meilleur film pour Joseph L. Mankiewicz
- Kinema Junpo Awards 1952 : meilleur film étranger pour Joseph L. Mankiewicz
- Sindacato Nazionale Giornalisti Cinematografici Italiani 1952 : meilleure actrice pour Bette Davis